# Acanthomima rhipheus
Acanthomima rhipheus är en insektsart som först beskrevs av John Obadiah Westwood 1859.  Acanthomima rhipheus ingår i släktet Acanthomima och familjen Phasmatidae. Inga underarter finns listade i Catalogue of Life.